# سیسترز بیچ، تاسمانی
سیسترز بیچ (به انگلیسی: Sisters Beach) یک شهرک در استرالیا است که در تاسمانی واقع شده‌است.